# William Blount Carter
William Blount Carter (* 22. Oktober 1792 in Elizabethton, Carter County, Tennessee; † 17. April 1848 ebenda) war ein US-amerikanischer Politiker. Zwischen 1835 und 1841 vertrat er den Bundesstaat Tennessee im US-Repräsentantenhaus.

## Werdegang
William Carter besuchte die öffentlichen Schulen seiner Heimat. Während des Britisch-Amerikanischen Krieges von 1812 war er Oberst. Nach dem Krieg begann Carter eine politische Laufbahn. Er war sowohl Abgeordneter im Repräsentantenhaus von Tennessee als auch Mitglied des Staatssenats. In den 1820er Jahren schloss er sich den Gegnern des späteren Präsidenten Andrew Jackson an und wurde Mitglied der National Republican Party. Nach der Gründung der Whig Party schloss er sich dieser an. Im Jahr 1834 war er Vorsitzender einer Versammlung zur Überarbeitung der Staatsverfassung.
Bei den Kongresswahlen des Jahres 1834 wurde Carter im ersten Wahlbezirk von Tennessee in das US-Repräsentantenhaus in Washington, D.C. gewählt, wo er am 4. März 1835 die Nachfolge des Demokraten John Blair antrat. Nach vier Wiederwahlen konnte er bis zum 3. März 1845 fünf Legislaturperioden im Kongress absolvieren. Dort erlebte er bis 1837 die letzten zwei Jahre der Präsidentschaft von Andrew Jackson, dessen Politik auch im Kongress kontrovers diskutiert wurde. Seit 1841 prägte der Streit zwischen dem neuen Präsidenten John Tyler und den Whigs die Arbeit des Kongresses, in dem seit etwa 1841 auch verstärkt über eine mögliche Annexion des seit 1836 von Mexiko unabhängigen Republik Texas diskutiert wurde.
Nach seinem Ausscheiden aus dem US-Repräsentantenhaus zog sich William Carter aus der Politik zurück. Er starb am 17. April 1848 in seinem Geburtsort Elizabethton.